# Megaspilidae
Megaspilidae es una pequeña familia de himenópteros con 12 géneros en dos subfamilias, con 450 especies descritas. Quedan muchas especies por describir; podría haber más de mil especies. Es un grupo no bien estudiado, pero se piensa que la mayoría son parasitoides especialmente de hemípteros Sternorrhyncha. Unos pocos son hiperparasitoides. Muchos se encuentran en el suelo, y estos suelen carecer de alas o tenerlas muy reducidas.
Las antenas tienen 11 segmentos en ambos sexos. Tienen espolones en las tibias de las patas anteriores y medias. Se diferencia de la familia Ceraphronidae, que es muy cercana, por tener un estigma grande en las alas y por un metasoma relativamente estrecho, en forma de peciolo y por tres canaletas en el mesoescuto.

## Géneros
El género más numeroso es Dendrocerus y el segundo es Conostigmus.
- Aetholagynodes Dessart, 1994 i c g
- Archisynarsis Szabó, 1973 i c g
- Conostigmus Dahlbom, 1858 i c g b
- Creator Alekseev, 1980 i c g
- Dendrocerus Ratzeburg, 1852 i c g b
- Holophleps Kozlov, 1966 i c g
- Lagynodes Förster, 1841 i c g b
- Megaspilus Westwood, 1829 i c g b
- Platyceraphron Kieffer, 1906 i c g
- Prolagynodes Alekseev & Rasnitsyn, 1981 i c g
- Trassedia Cancemi, 1996 i c g
- Trichosteresis Förster, 1856 i c g b
- Typhlolagynodes Dessart, 1981 i c g

Fuentes: i = ITIS, c = Catalogue of Life, g = GBIF, b = Bugguide.net